# Eisenberg (Etterwinden)
Der Eisenberg ist ein 469,6 m hoher Berg in der Gemarkung Etterwinden der Kreisstadt Bad Salzungen im  Wartburgkreis in Thüringen.
Der Name Eisenberg verweist  auf den hier im Hoch- und Spätmittelalter betriebenen Bergbau auf Eisenerz im "Rühler Gebirg". Der heute im Gollertsgraben, einem schmalen Seitental des Berges, betriebene Steinbruch liefert Baumaterial für den Straßenbau. Daneben besteht die forstwirtschaftliche Nutzung. Am Westhang des Berges befindet sich der Wasserhochbehälter von Etterwinden und ein Waldhaus, das von den Dorfbewohnern und Gästen als Ausflugsziel genutzt wird.